# Karl von Berlepsch
Karl Graf von Berlepsch (* 15. Mai 1882 in Hannoversch Münden; † 24. Mai 1955 auf Schloss Berlepsch) war ein deutscher Schriftsteller, Lyriker und Maler.

## Leben
Graf Berlepsch legte 1906 am Mündener Gymnasium das Abitur ab. Schon während seiner Gymnasialzeit erhielt er einen Preis für seine Ballade Der Weichensteller. Nach dem Abitur studierte er an den Universitäten München, Marburg und Bonn Rechtswissenschaften. 1911 wurde er in der Landesregierung in Kassel angestellt. Er nahm im Ersten Weltkrieg als Soldat von 1914 bis 1918 an der Ostfront und der Westfront teil. 1919 wurde er Referendar in Kassel. Nach dem Tod seines Vaters übernahm er den Familienbesitz Schloss Berlepsch bei Witzenhausen mit den dazugehörenden Gütern.
Er lebte fortan auf dem Schloss und versammelte dort bekannte Dichter in einer losen Folge von literarischen Zirkeln. Er selbst verfasste neben Lyrik auch Novellen und Skizzen in Prosa. Zudem war er ein realistischer Maler und Zeichner. 
Der Komponist Arno Liebau vertonte 1936 das Gedicht „Trinken will ich dein Gold“. Auch Karl Fuhrmann vertonte einige seiner Gedichte.

## Schriften
- Ein Jahr an beiden Fronten: Kriegstagebuchblätter (= Aus den Tagen des grossen Krieges Band 9). Velhagen und Klasing Verlag, Bielefeld und Leipzig, 1915.
- Beitrag in: Kränze. Marburger Dichterbuch. Elwert, Marburg 1909.
- Trinken will ich dein Gold, Gedichte, Velhagen und Klasing Verlag, Bielefeld 1914, 2. Auflage 1919.
- Vom Herzschlag der Stunden Gedichte, Velhagen und Klasing Verlag, Bielefeld 1914.
- Die andere Welt, Gedichte, Velhagen und Klasing Verlag, Bielefeld 1922.
- Pionierlied (1923)
- Gib mir Sommer!, Neue Gedichte, Velhagen und Klasing Verlag, Bielefeld 1928.
- Emilie von Berlepsch, die Dichterin der Werther-Zeit: in Die Sonntagspost, Beilage der Kasseler Post, Jahrgang 48, Nr. 177 vom 29. Juni 1930
- Septembermorgen vor dem Jagdhaus. In: Mecklenburgische Monatshefte 1934, S. 442 (Digitalisat).
- Alte Liebe und neue Lieder Gedichte, Türmer Verlag, München 1953.
  - darin Der Weichensteller. Gedicht (Digitalisat)